# Aspidorhynchus
Aspidorhynchus è un genere di pesci ossei estinto, appartenente agli aspidorinchiformi. I suoi resti fossili sono stati rinvenuti in Europa, Nordamerica, Sudamerica, Africa del Nord, Australia e Antartide e visse tra il Giurassico superiore e il Cretaceo inferiore (tra 150 e 80 milioni di anni fa).

## Descrizione
La caratteristica più visibile dell'aspidorinco era la lunga mascella superiore, trasformata in un vero e proprio rostro, che sporgeva oltre la mascella inferiore. Questa struttura, probabilmente, garantiva una maggiore idrodinamicità, in un modo molto simile al lungo rostro dell'odierno pesce spada. Il corpo dell'aspidorinco era affusolato e allungato; la pinna dorsale e anale di questo pesce erano molto arretrate, poste vicino alla coda; questa caratteristica permetteva una notevole spinta propulsiva: l'aspidorinco doveva essere un predatore molto veloce.

## Classificazione
Aspidorhynchus è il genere eponimo degli aspidorinchiformi, un gruppo di pesci vicini all'origine dei teleostei, caratterizzati da un corpo allungato e da un rostro appuntito. 
Il genere Aspidorhynchus è uno dei primi generi di pesci fossili mai illustrati (nel 1775 da Knorr), e venne istituito da Louis Agassiz nella sua opera Recherches sur les poissons fossiles per designare un pesce fossile del Titoniano proveniente dai calcari litografici di Solnhofen, in Baviera (Germania), che era stato descritto in precedenza da de Blainville nel 1818 come Esox acutirostris. In seguito sono state attribuite a questo genere numerose altre specie provenienti dai giacimenti di Solnhofen e di Eichstaett (A. longissimus, A. pygmaeus, A. speciosus, A. mandibularis, A. ornatissimus), ma probabilmente sono tutte riconducibili alla specie tipo, Aspidorhynchus acutirostris, o sono state in una certa misura confuse con il genere Belonostomus, affine ad Aspidorhynchus e anch'esso presente nei giacimenti bavaresi. A. acutirostris è nto anche per fossili provenienti da Cerin, in Francia.
Le forme più antiche di Aspidorhynchus sono state ritrovate in Inghilterra: A. crassus del Bathoniano e A. euodus del Calloviano. Sempre dall'Inghilterra proviene una delle ultime specie note, A. fisheri del Berriasiano, che testimonia la sopravvivenza di questo genere anche nel Cretaceo inferiore. Dal Kimmeridgiano di Ain (Francia) proviene invece A. sphekodes. Il genere Aspidorhynchus sembrerebbe aver avuto ampia diffusione, dal momento che una specie attribuita a questo genere (A. antarcticus) è stata ritrovata nell'isola di James Ross in Antartide. Altri fossili interessanti provengono dall'inizio del Giurassico superiore di Cuba (A. arawaki). Nel 2009 è stata descritta un'altra specie proveniente dal Tithoniano della Germania, A. sanzenbacheri, proveniente dal giacimento di Ettling.

## Galleria d'immagini

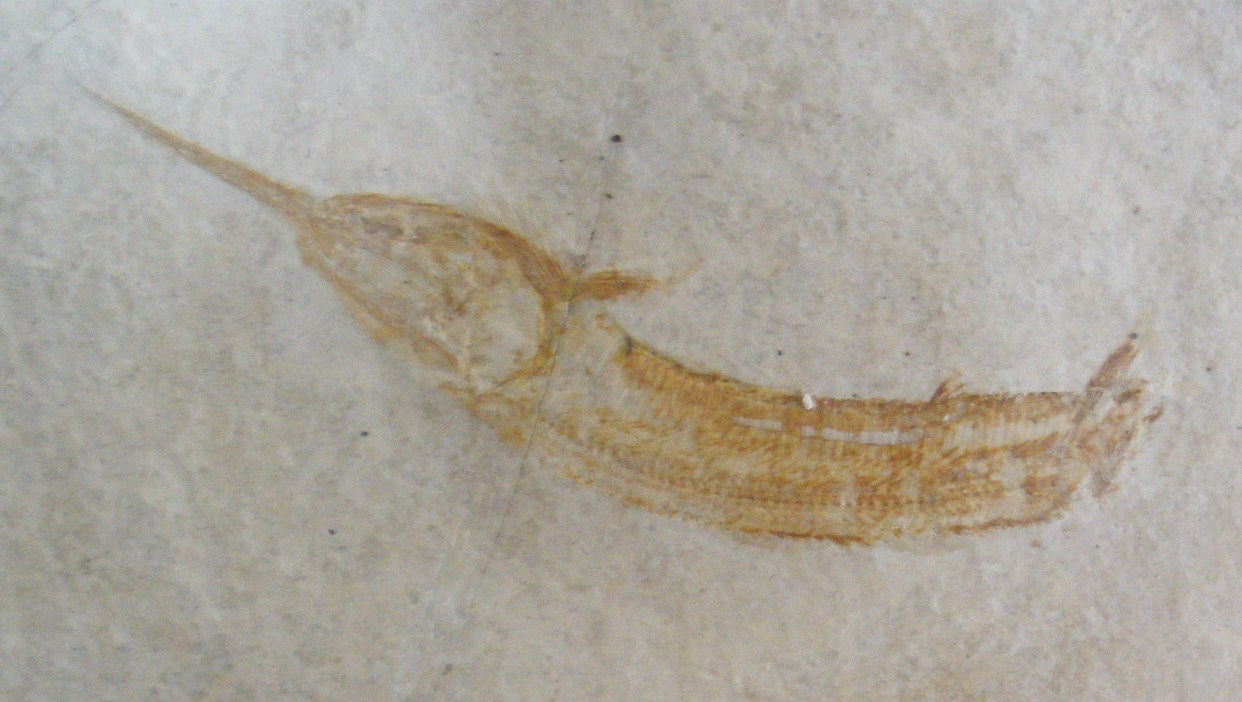
Fossile di Aspidorhynchus pygmaeus
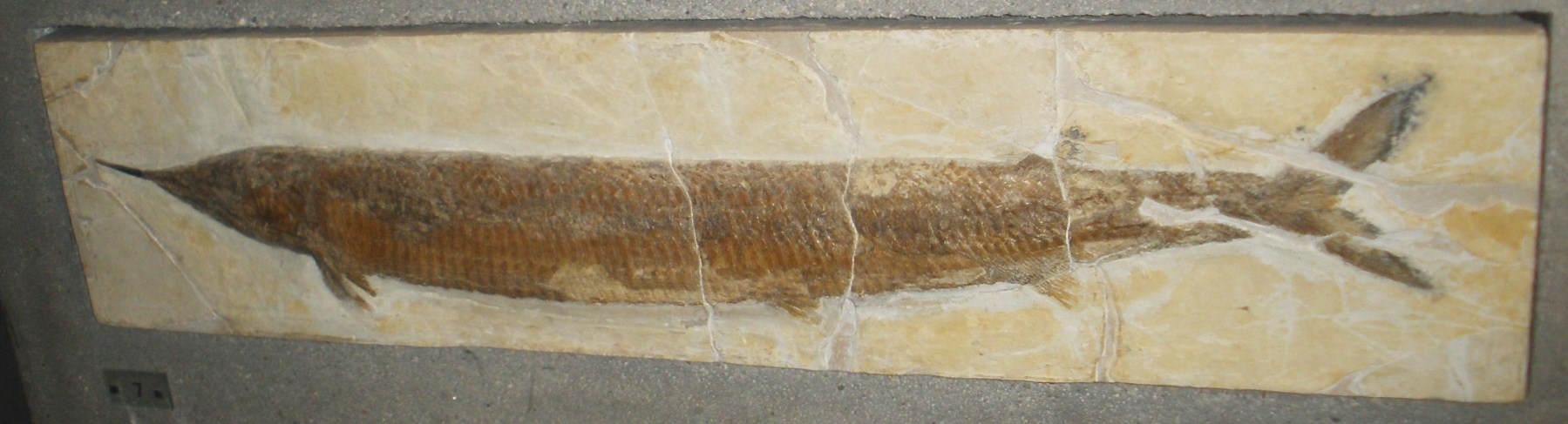
Fossile di Aspidorhynchus sp.
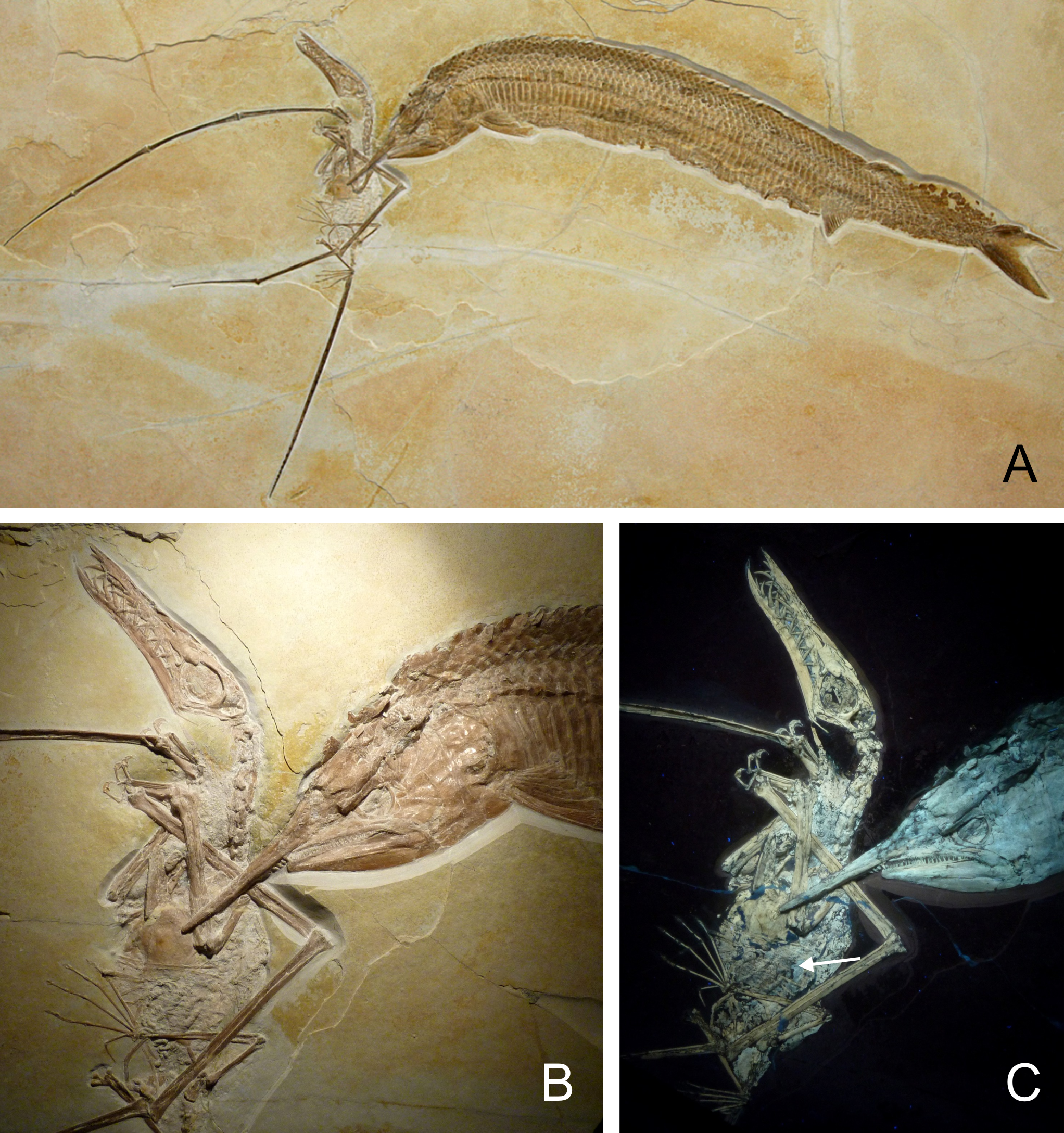
Fossili di Aspidorhynchus e Rhamphorhynchus
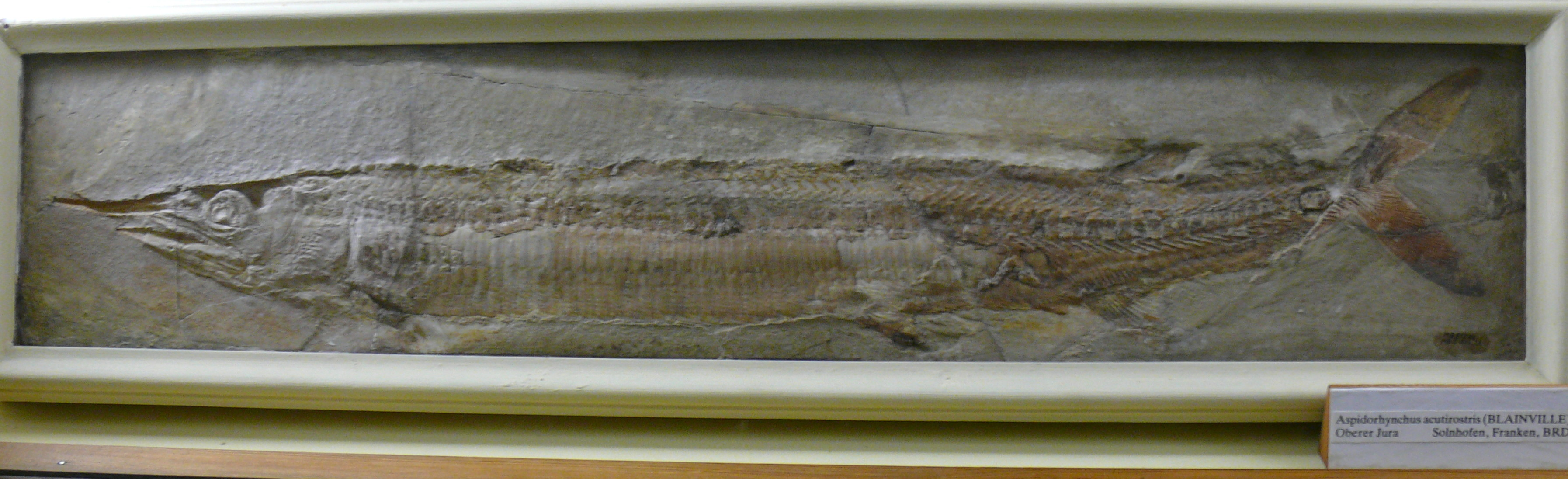
Fossile di Aspidorhynchus acutirostris
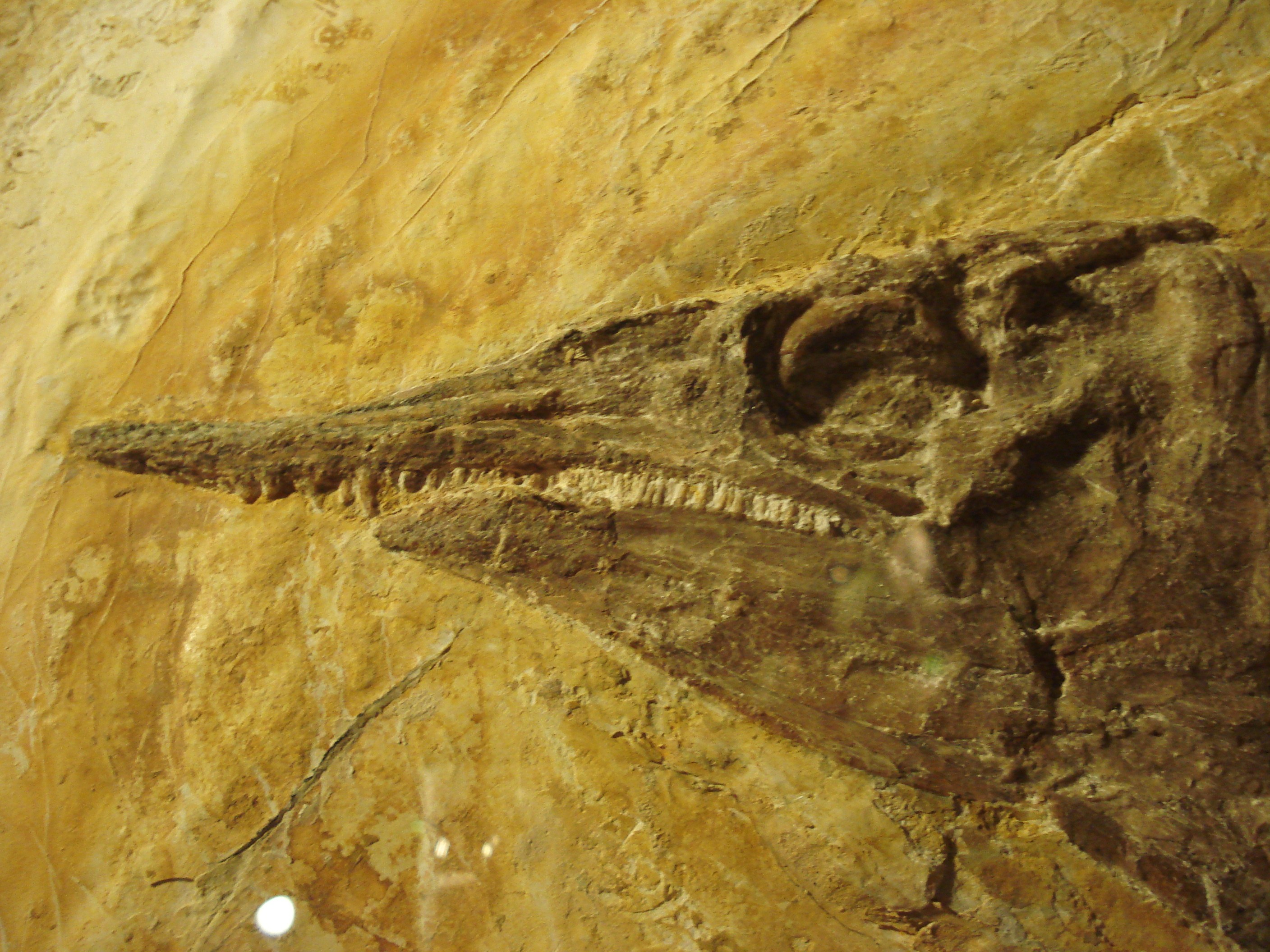
Fossile del cranio di Aspidorhynchus
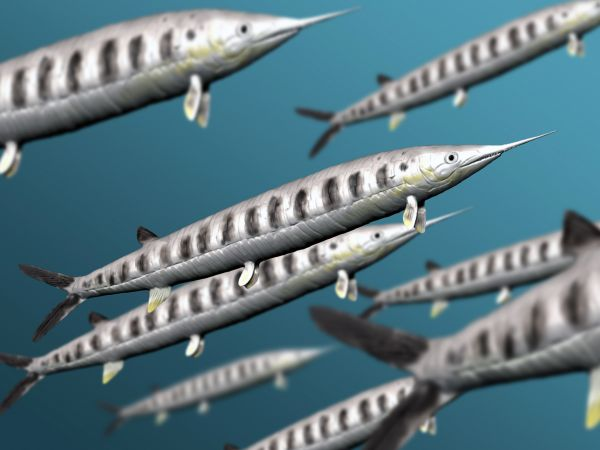
Ricostruzione di un banco di Aspidorhynchus
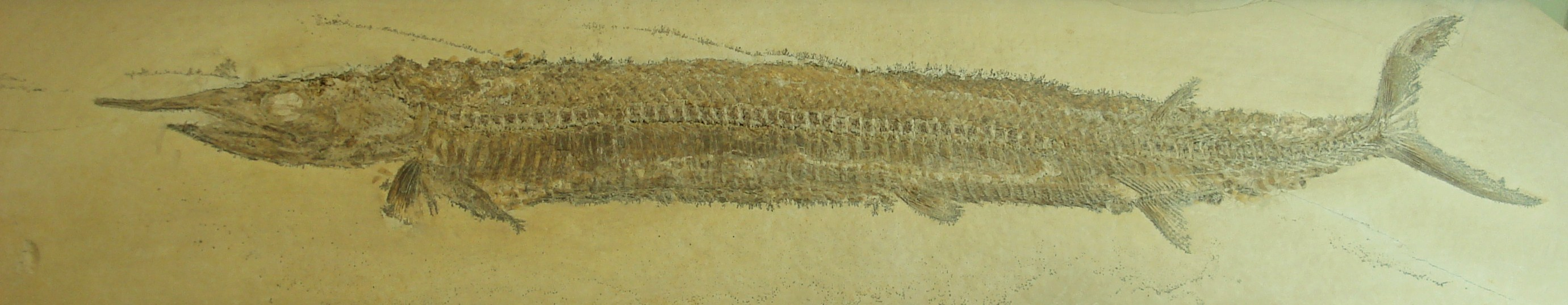
Fossile di Aspidorhynchus acutirostris
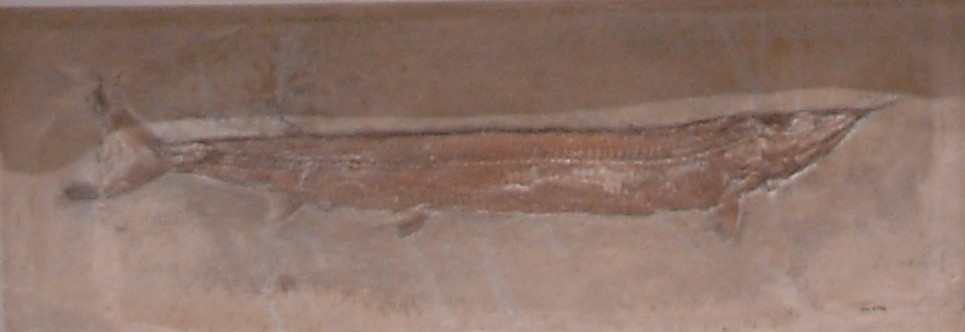
Fossile di Aspidorhynchus acutirostris
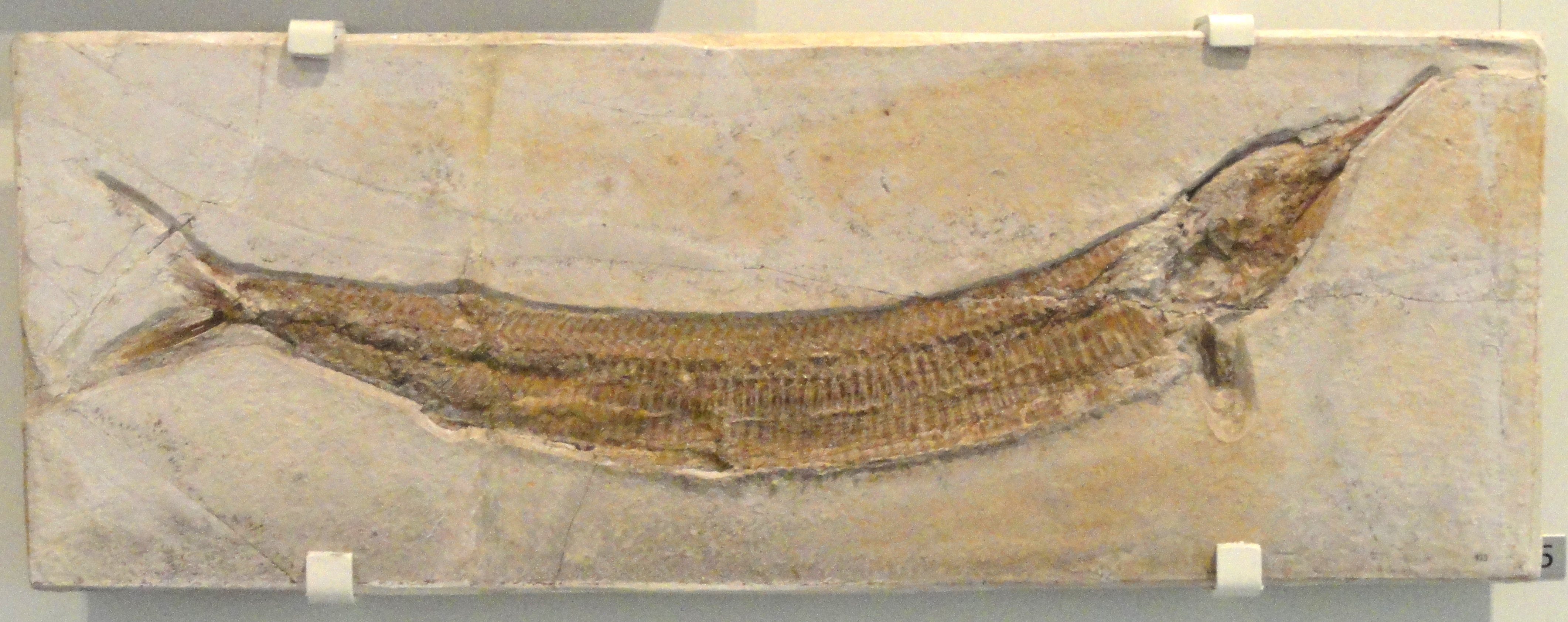
Fossile di Aspidorhynchus acutirostris